# Savoulx
Savoulx is een plaats (frazione) in de Italiaanse gemeente Oulx.